# ヴィブロス
ヴィブロス（欧字名:Vivlos、2013年4月9日 - ）は、日本の競走馬・繁殖牝馬。主な勝ち鞍は2016年の秋華賞、2017年のドバイターフ。
調教師は友道康夫（栗東）、馬主は日本プロ野球名球会副理事長の佐々木主浩。馬名の由来はギリシアの地名より。全姉に2013年・2014年のヴィクトリアマイルを制したヴィルシーナ、半兄に2017年のジャパンカップを制したシュヴァルグランがいる。

## 経歴

### 2歳（2015年）
2015年10月24日の京都競馬場で行われたメイクデビューにクリスチャン・デムーロが騎乗してデビュー。デビュー戦では単勝オッズ1.3倍の圧倒的支持を受け2番手からレースを進めたが、直線で前との差を詰め切れず勝ち馬から4分の3馬身差の2着に敗れた。11月21日に同じく京都競馬場で行われた未勝利戦に鞍上ミルコ・デムーロで出走。逃げ馬を4馬身ほど後方の2番手から追走すると、直線半ばでは楽な手応えで先頭に立ち、2着に1馬身半差をつけてデビュー2戦目で初勝利を達成した。

### 3歳（2016年）
2戦目に未勝利戦で勝ち上がった後、喉頭蓋エントラップメントの発症が判明し手術を行う。その後、3月5日のチューリップ賞、3月21日のフラワーカップと続けて重賞レースに挑戦するが、手術の影響や慢性的な胃潰瘍にも悩まされ、力を出しきれずに2戦ともに12着に敗退した。
ここから4カ月の休養となったが、7月24日に中京競馬場で行われた牝馬限定の500万条件戦に福永祐一騎乗で復帰。道中は中団に位置を取ると、直線では外から伸びて後続を突き放し、2着に4馬身差をつけて2勝目を達成した。続けて、秋華賞トライアルレースである9月10日の紫苑ステークスに挑戦。3コーナーで鞍上の福永が「落馬するかと思った」とコメントするほどの致命的な不利を被ったものの、勝ち馬ビッシュから2馬身半差の2着に健闘し、秋華賞への優先出走権を獲得した。
続く10月16日の秋華賞ではビッシュ、桜花賞馬ジュエラーに次ぐ3番人気に支持され、レースでは中団に位置取り、最後は上がり3ハロン33秒4の豪脚を披露して初重賞制覇と共にGI初制覇となった。

### 4歳（2017年）
2月17日にドバイターフの出走馬に選出され、招待を受諾。国内での叩きとして2月26日の中山記念に出走した。ロゴタイプ・アンビシャス・ヌーヴォレコルトなど牡牝の強豪を会する一戦の中で4番人気に推され、5番手から競馬を進めたが、直線では伸びきれず勝ち馬ネオリアリズムから0.3秒差の5着に留まった。
続いて、3月25日に行われたドバイターフ（アラブ首長国連邦、メイダン競馬場）にジョアン・モレイラ騎手とのコンビで出走。レースでは中団以下につけると、最後の直線では最内から外に持ち出し、そのまま他馬を差し切り優勝。日本の牝馬としては史上5頭目の海外GI制覇となり、ドバイターフは前年のリアルスティールに次ぐ日本馬連覇を達成した。
ドバイ戦以降はヴィクトリアマイルや宝塚記念といった春のGIシリーズに出走することなく休養した。
秋シーズン復帰戦に10月14日に行われた府中牝馬ステークスを選択し、鞍上にクリストフ・ルメールを迎えて出走。約7カ月ぶりの実戦ながら1番人気に推されたが、スローペースに持ち込んだ逃げ馬のクロコスミアを捕らえきれず、クビ差の2着に敗れた。続く11月12日のエリザベス女王杯でも1番人気に支持されて好位に位置を取ったものの、道中で折り合いを欠いたことが影響して勝ち馬モズカッチャンから0.3秒差の5着に敗退した。
この年は国内では未勝利に終わったものの、ヴィクトリアマイル優勝馬アドマイヤリードの不調に加え、エリザベス女王杯の勝ち馬が3歳馬だったこともあり、ドバイターフ制覇の実績が評価されJRA賞最優秀4歳以上牝馬に選出された。

### 5歳（2018年）
4歳時同様、年明け初戦は2月25日に行われた中山記念に出走。前年のマイルCS勝ち馬ペルシアンナイト、中山巧者のウインブライトに次ぐ3番人気での出走となったが、後方待機から直線でも伸びずに勝ち馬ウインブライトから0.5秒差の10頭立て8着に終わった。
続いて、連覇を目指し3月31日のドバイターフにリアルスティール、一歳年下の秋華賞馬ディアドラ、ネオリアリズム、クロコスミアと共に出走。鞍上にはデビュー戦以来となるクリスチャン・デムーロを迎えた。速い流れの中で後方に待機すると直線では外から脚を伸ばし、優勝した地元・UAEのベンバトルには離されたものの、リアルスティール、ディアドラとの叩き合いを制し2着に入った（リアルスティールとディアドラは3着同着）。
帰国後は6月24日の宝塚記念に出走。サトノダイヤモンド、キセキに次ぐ6.5倍の3番人気の支持を集めたが、中団待機から伸びきれず4着となった。
秋初戦となった10月28日の天皇賞（秋）にはレイデオロやスワーヴリチャードなどの実績馬が揃ったため、単勝オッズは7番人気に留まった。レースではキセキが淀み無いペースで引っ張る中3番手を追走し、直線では内を突いたが8着に終わった。
その後、ラストランとして12月9日の香港マイルに出走。3歳初戦のチューリップ賞以来となるマイル戦のため伏兵扱いだったが、圧倒的人気のビューティージェネレーションが直線で後続を突き放す中での壮絶な2着争いを制し、2着に健闘した。この結果を受け、馬主の佐々木は引退を撤回。翌年のドバイターフをラストランにすると発表した。

### 6歳（2019年）
当年は中山記念には出走せず、ラストランとなる3月30日のドバイターフに三冠牝馬アーモンドアイ、前年3着のディアドラと共に出走。中団後方に位置を取ると直線では前を行くアーモンドアイを追って2着で入線し、ドバイターフでの3年連続連対を果たした。なお、その後行われたドバイシーマクラシックでも半兄シュヴァルグランが2着に入っており、兄妹揃っての好走となった。

4月10日付で競走馬登録を抹消、引退後はノーザンファームで繁殖牝馬となる。

## 特長
海外遠征に非常に強く、ドバイターフには3年連続で出走して1着・2着・2着、香港マイルでも2着と、海外での全4戦で一度も連対を外すことはなかった。元騎手の安藤勝己は自身のTwitterで本馬を「ドバイマイスター」と評している。ヴィブロスを管理する友道康夫調教師は香港マイルの際に「海外が好きなのかドバイと同様に落ち着いていました」と述べ、引退レースとなった2019年ドバイターフでは「本当にドバイが合っているようですし、ドバイに感謝しています。今度はヴィブロスの子供でドバイに来たいと思います」とコメントしている。
日本国内での勝鞍は未勝利戦・500万下競走・秋華賞の3勝のみであるが、高額賞金を誇るドバイターフや香港マイルでの好走により海外で7億円以上の賞金を獲得しており、生涯成績17戦4勝での通算の獲得賞金は約9億5000万円にまで達している。
3歳時までは馬体重410kg台での出走が殆どであり、キャリア中の最高値でも440kgと小柄な馬体であった。秋華賞優勝時の馬体重414kgはティコティコタック (420kg) やミッキークイーン (434kg) などの記録を更新する、同レース優勝馬史上最少馬体重となっている。

## 競走成績
| 競走日     | 競馬場   | 競走名           | 格   | 距離（馬場）  | 頭 数 | 枠 番 | 馬 番 | オッズ （人気） | 着順 | タイム （上り3F） | 着差  | 騎手           | 斤量 [kg] | 1着馬（2着馬）       | 馬体重 [kg] |
| ---------- | -------- | ---------------- | ---- | ------------- | ----- | ----- | ----- | --------------- | ---- | ----------------- | ----- | -------------- | --------- | -------------------- | ----------- |
| 2015.10.24 | 京都     | 2歳新馬          |      | 芝1600m（良） | 14    | 4     | 5     | 001.30（1人）   | 02着 | R1:35.6（35.0）   | -0.1  | C.デムーロ     | 54        | クラシックリディア   | 414         |
| 0000.11.21 | 京都     | 2歳未勝利        |      | 芝1800m（良） | 11    | 7     | 8     | 002.30（1人）   | 01着 | R1:48.8（34.2）   | -0.2  | M.デムーロ     | 54        | （リボンフラワー）   | 408         |
| 2016.03.05 | 阪神     | チューリップ賞   | GIII | 芝1600m（良） | 16    | 2     | 3     | 030.70（8人）   | 12着 | R1:33.7（34.8）   | -0.9  | 内田博幸       | 54        | シンハライト         | 414         |
| 0000.03.21 | 中山     | フラワーC        | GIII | 芝1800m（良） | 16    | 3     | 6     | 023.0（10人）   | 12着 | R1:50.1（35.4）   | -0.8  | 内田博幸       | 54        | エンジェルフェイス   | 406         |
| 0000.07.24 | 中京     | 3歳上500万下     |      | 芝2000m（良） | 14    | 2     | 2     | 006.70（3人）   | 01着 | R2:00.5（34.4）   | -0.7  | 福永祐一       | 52        | （アオイプリンセス） | 414         |
| 0000.09.10 | 中山     | 紫苑S            | GIII | 芝2000m（良） | 18    | 5     | 9     | 005.80（3人）   | 02着 | R2:00.1（35.5）   | -0.4  | 福永祐一       | 54        | ビッシュ             | 414         |
| 0000.10.16 | 京都     | 秋華賞           | GI   | 芝2000m（良） | 18    | 4     | 7     | 006.30（3人）   | 01着 | R1:58.6（33.4）   | -0.1  | 福永祐一       | 55        | （パールコード）     | 414         |
| 2017.02.26 | 中山     | 中山記念         | GII  | 芝1800m（良） | 11    | 3     | 3     | 008.30（4人）   | 05着 | R1:47.9（34.4）   | -0.3  | 内田博幸       | 54        | ネオリアリズム       | 424         |
| 0000.03.25 | メイダン | ドバイターフ     | G1   | 芝1800m（稍） | 13    | 9     | 9     |                 | 01着 | R1:50.20          |       | J.モレイラ     | 55        | （Heshem）           | 計不        |
| 0000.10.14 | 東京     | 府中牝馬S        | GII  | 芝1800m（稍） | 14    | 1     | 1     | 003.20（1人）   | 02着 | R1:48.1（33.2）   | -0.0  | C.ルメール     | 56        | クロコスミア         | 434         |
| 0000.11.12 | 京都     | エリザベス女王杯 | GI   | 芝2200m（良） | 18    | 8     | 16    | 002.80（1人）   | 05着 | R2:14.6（34.3）   | -0.3  | C.ルメール     | 56        | モズカッチャン       | 436         |
| 2018.02.25 | 中山     | 中山記念         | GII  | 芝1800m（良） | 10    | 3     | 3     | 006.40（3人）   | 08着 | R1:48.1（34.9）   | -0.5  | 内田博幸       | 56        | ウインブライト       | 436         |
| 0000.03.31 | メイダン | ドバイターフ     | G1   | 芝1800m（良） | 15    | 7     | 7     |                 | 02着 | R1:49.27          | -3.25 | C.デムーロ     | 55        | Benbatl              | 計不        |
| 0000.06.24 | 阪神     | 宝塚記念         | GI   | 芝2200m（稍） | 16    | 5     | 10    | 006.50（3人）   | 04着 | R2:12.1（36.0）   | -0.5  | 福永祐一       | 56        | ミッキーロケット     | 440         |
| 0000.10.28 | 東京     | 天皇賞（秋）     | GI   | 芝2000m（良） | 12    | 3     | 3     | 017.40（7人）   | 08着 | R1:57.7（34.7）   | -0.9  | 福永祐一       | 56        | レイデオロ           | 440         |
| 0000.12.09 | 沙田     | 香港マイル       | G1   | 芝1600m（良） | 14    | 7     | 14    | 058.0（11人）   | 02着 | R1:33.99          | -0.47 | W.ビュイック   | 55.5      | Beauty Generation    | 436         |
| 2019.03.30 | メイダン | ドバイターフ     | G1   | 芝1800m（良） | 13    | 4     | 4     |                 | 02着 | R1:48.03          | -1.25 | M.バルザローナ | 55        | Almond Eye           | 計不        |

- 出典: [48]

## 繁殖成績
|       | 生年   | 馬名             | 性 | 毛色   | 父             | 厩舎                           | 馬主       | 戦績            | 出典   |
| ----- | ------ | ---------------- | -- | ------ | -------------- | ------------------------------ | ---------- | --------------- | ------ |
| 初仔  | 2020年 | ヴィンセドリス   | 牡 | 青鹿毛 | ロードカナロア | 栗東・友道康夫 →兵庫・森澤友貴 | 佐々木主浩 | 10戦2勝（現役） | [ 49 ] |
| 2番仔 | 2021年 | シヴァース       | 牡 | 栗毛   | モーリス       | 栗東・友道康夫                 | 佐々木主浩 | 11戦4勝（現役） | [ 50 ] |
| 3番仔 | 2022年 | クラヴァンス     | 牡 | 鹿毛   | ロードカナロア | 栗東・友道康夫                 | 佐々木主浩 | 4戦0勝 (現役)   | [ 51 ] |
| 4番仔 | 2023年 | ヴィブロスの2023 | 牝 | 青鹿毛 | ドレフォン     |                                |            | （デビュー前）  | [ 52 ] |
| 5番仔 | 2024年 | ヴィブロスの2024 | 牡 | 栗毛   | エピファネイア |                                |            |                 | [ 53 ] |

- 2025年7月20日現在

## 血統表
| ヴィブロスの血統                | ヴィブロスの血統                                        | ヴィブロスの血統                                        | （血統表の出典）                                        | （血統表の出典） |
| 父系                            | サンデーサイレンス系（ヘイロー系）                      | サンデーサイレンス系（ヘイロー系）                      | サンデーサイレンス系（ヘイロー系）                      | [ § 2 ]          |
| 父 ディープインパクト 2002 鹿毛 | 父の父*サンデーサイレンス Sunday Silence 1986 青鹿毛    | Halo                                                    | Hail to Reason                                          | Hail to Reason   |
| 父 ディープインパクト 2002 鹿毛 | 父の父*サンデーサイレンス Sunday Silence 1986 青鹿毛    | Halo                                                    | Cosmah                                                  |                  |
| 父 ディープインパクト 2002 鹿毛 | 父の父*サンデーサイレンス Sunday Silence 1986 青鹿毛    | Wishing Well                                            | Understanding                                           | Understanding    |
| 父 ディープインパクト 2002 鹿毛 | 父の父*サンデーサイレンス Sunday Silence 1986 青鹿毛    | Wishing Well                                            | Mountain Flower                                         |                  |
| 父 ディープインパクト 2002 鹿毛 | 父の母*ウインドインハーヘア Wind in Her Hair 1991 鹿毛  | Alzao                                                   | Lyphard                                                 | Lyphard          |
| 父 ディープインパクト 2002 鹿毛 | 父の母*ウインドインハーヘア Wind in Her Hair 1991 鹿毛  | Alzao                                                   | Lady Rebecca                                            |                  |
| 父 ディープインパクト 2002 鹿毛 | 父の母*ウインドインハーヘア Wind in Her Hair 1991 鹿毛  | Burghclere                                              | Busted                                                  | Busted           |
| 父 ディープインパクト 2002 鹿毛 | 父の母*ウインドインハーヘア Wind in Her Hair 1991 鹿毛  | Burghclere                                              | Highclere                                               |                  |
| 母 ハルーワスウィート 2001 栗毛 | 母の父Machiavellian 1987 鹿毛                           | Mr. Prospector                                          | Raise a Native                                          | Raise a Native   |
| 母 ハルーワスウィート 2001 栗毛 | 母の父Machiavellian 1987 鹿毛                           | Mr. Prospector                                          | Gold Digger                                             |                  |
| 母 ハルーワスウィート 2001 栗毛 | 母の父Machiavellian 1987 鹿毛                           | Coup de Folie                                           | Halo                                                    | Halo             |
| 母 ハルーワスウィート 2001 栗毛 | 母の父Machiavellian 1987 鹿毛                           | Coup de Folie                                           | Raise the Standard                                      |                  |
| 母 ハルーワスウィート 2001 栗毛 | 母の母*ハルーワソング Halwa Song 1996 栗毛              | Nureyev                                                 | Northern Dancer                                         | Northern Dancer  |
| 母 ハルーワスウィート 2001 栗毛 | 母の母*ハルーワソング Halwa Song 1996 栗毛              | Nureyev                                                 | Special                                                 |                  |
| 母 ハルーワスウィート 2001 栗毛 | 母の母*ハルーワソング Halwa Song 1996 栗毛              | Morn of Song                                            | Blushing Groom                                          | Blushing Groom   |
| 母 ハルーワスウィート 2001 栗毛 | 母の母*ハルーワソング Halwa Song 1996 栗毛              | Morn of Song                                            | Glorious Song                                           |                  |
| 母系(F-No.)                     | (FN:12-c)                                               | (FN:12-c)                                               | (FN:12-c)                                               | [ § 3 ]          |
| 5代内の近親交配                 | Halo：3×4･5、Northern Dancer：4×5、Natalma：5･5（母内） | Halo：3×4･5、Northern Dancer：4×5、Natalma：5･5（母内） | Halo：3×4･5、Northern Dancer：4×5、Natalma：5･5（母内） | [ § 4 ]          |
| 出典                            | 1. 2. 3. 4.                                             | 1. 2. 3. 4.                                             | 1. 2. 3. 4.                                             | 1. 2. 3. 4.      |

- 全姉に2013年・2014年のヴィクトリアマイルを連覇したヴィルシーナ、半兄に2017年のジャパンカップを制したシュヴァルグラン（父：ハーツクライ）がいる[56]。
- ヴィルシーナの産駒に新潟記念勝ち馬のブラヴァスと府中牝馬ステークス勝ち馬のディヴィーナがいる。
- 母の半弟にラジオNIKKEI賞勝ちのフレールジャック（父：ディープインパクト）、中日新聞杯・新潟記念勝ちのマーティンボロ（父：ディープインパクト）がいる[56]。
- 従兄弟にみやこステークス・ダイオライト記念勝ち馬のセラフィックコール、阪神大賞典勝ち馬のサンライズアースがいる。
- 4代母Glorious Songの全弟にDevil's Bag、Saind Balladeがいる。